# عزلة الشعافل السفلى (المحويت)

تعديل مصدري - تعديل

عزلة الشعافل السفلى هي إحدى عزل مديرية الخبت في محافظة المحويت اليمنية ويبلغ تعداد سكانها 3680 نسمة حسب التعداد السكاني في اليمن لعام 2004.

## روابط خارجية
- الجهاز المركزي للإحصاء بالجمهورية اليمنية
- المركز الوطني للمعلومات باليمن
- World Gazetteer:Yemen
- الدليل الشامل
- اول من سكن في الارض الشعافل السفلى هم المغاربه وهم اهل الارض
- وهم اصول ارض انتقلوا في كل مكان في ارض الشعافل حتى مغربه العودين ھو  الفقيه سود مغربي